# جون وينستون فوران
جون وينستون فوران هو ضابط شرطة وسياسي كندي، ولد في 13 مارس 1952 في كندا. حزبياً، نشط في الجمعية الليبرالية لنيو برونزويك ‏. وقد انتخب عضو الجمعية التشريعية لنيو برونزويك ‏.